# Щербатова, Екатерина Владимировна
Екатерина Владимировна Щербатова (24 февраля (6 марта) 1780 — ?) ― писательница-переводчица конца XVIII века.

## Биография
Отец ― отставной майор князь Владимир Иванович Щербатов (10.02.1751— ок. 1793, Санкт-Петербург), мать ― Мария Николаевна Голицына (род. 1755), сестра канцлера А. Н. Голицына. Братья: Иван (1775) и Николай (1778). Родилась в Москве, крещена 27 февраля 1780 года в церкви Николая Чудотворца, что в Хлынове при восприемстве бригадира Матвея Васильевича Дмитриева-Мамонова и княжны Анны Сергеевны Голицыной.
Выросла в родительском доме в Большом Кисловском переулке в Москве. Отец её, большой любитель просвещения, искусства и страстный библиофил, имел крепостной театр, где пьесы ставил В. А. Левшин. Екатерина в детстве смотрела все спектакли.
Первый муж ― С. К. Черепанов, второй муж ― коллежский секретарь П. П. Попов.

## Творчество
Переводила сама и в соавторстве с сёстрами Александрой и Натальей Магницкими и Марией Шлиттер произведения Дюпати, Харви и др. В журналах «Приятное и полезное...», «Иппокрене», «Дамском журнале» опубликовала «20 писем об Италии» Э. М. Дюпати, «В Риме», «Из Тиволи».
С французского перевела прозой басни «Бумага, перо и чернильница», «Зефир и плодовитый сад», «Пещера и эхо», идиллию «Возвращение отца» и др. Из английского поэта Дж. Харви (1714—1758) перевела философское эссе «Трудолюбие и обработание». Дж. Харви в истории английской литературы относится к «кладбищенской поэзии», — такое направление философской поэзии (поэзия ночи).
Архивные материалы о Екатерине Щербатовой хранятся в Российской государственной библиотеке.